# Maestro de Baltimore

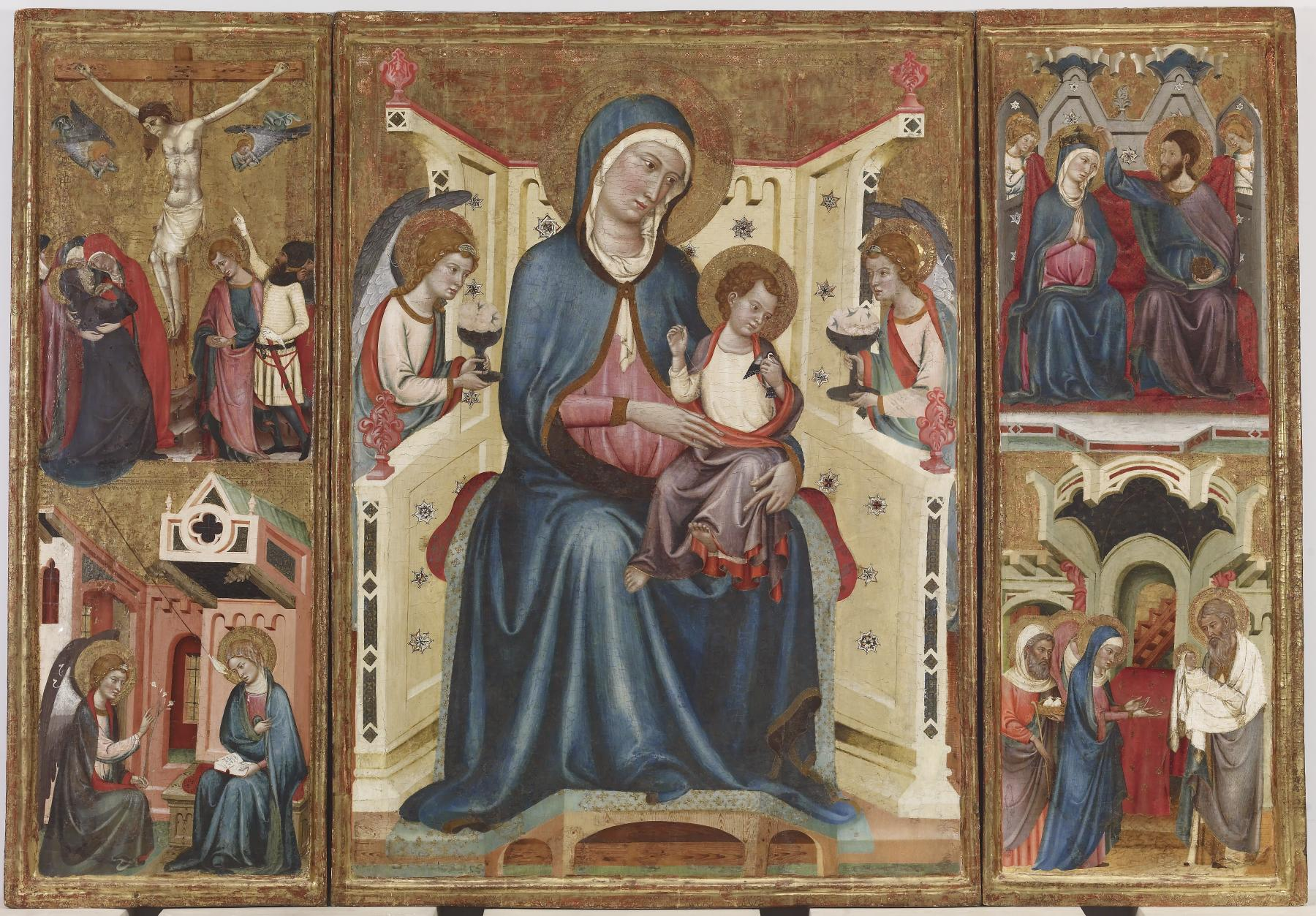
Tríptico de la Virgen, temple sobre tabla, 126,8 x 184,9 cm, Walters Art Museum, Baltimore.

El Maestro de Baltimore fue un miniaturista y pintor gótico de identidad desconocida, activo en Cataluña durante el siglo XIV y cercano al entorno de Arnau Bassa.
Se le conoce por este nombre debido a que una de sus obras maestras, un tríptico con escenas de la Virgen se conserva en el Museo Walters de Baltimore, en Estados Unidos.
Hay alguna teoría que lo relaciona con Jaume Cascalls, pero aún no ha podido ser corroborada.

## Obras atribuidas
- Tríptico de la Virgen- Museo Walters- Baltimore
- Anunciación y Epifanía- hacia 1347-1360- Museo Nacional de Arte de Cataluña, Barcelona
- Libro de horas de la reina María de Navarra (miniatura)- Biblioteca Marciana, Venecia